# Coccoloba latifolia
El quisandra o Coccoloba latifolia  es una especie de Coccoloba, una planta de la familia Polygonaceae. Es originaria de Venezuela y norte de Sudamérica.

## Taxonomía
Coccoloba latifolia fue descrita por  Jean Louis Marie Poiret y publicado en Encyclopédie Méthodique, Botanique 6: 61. 1804.
Sinonimia
- Coccoloba grandis Benth.
- Coccoloba rheifolia Desf.
- Uvifera latifolia Kuntze[2]